# Transport aérien en Arabie saoudite

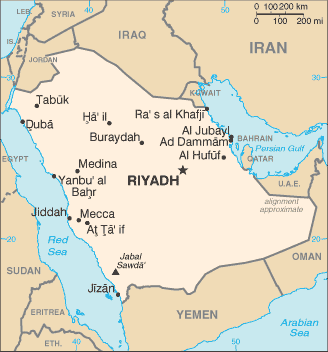
Map of Saudi Arabia

Ceci est une liste des aéroports en Arabie saoudite, civils, par type d'aéroport, et par situation géographique.

## Aéroports
Les noms d'aéroport en gras ont un service régulier de passagers sur des vols commerciaux.
Djeddah est l'aéroport le plus fréquenté d'Arabie saoudite, surtout pour la période du pèlerinage.
| Ville                                | Province                 | OACI                     | AITA                     | Aéroport                                             |
| Aéroports internationaux             | Aéroports internationaux | Aéroports internationaux | Aéroports internationaux | Aéroports internationaux                             |
| ------------------------------------ | ------------------------ | ------------------------ | ------------------------ | ---------------------------------------------------- |
| Dammam                               | Ach-Charqiya             | OEDF                     | DMM                      | Aéroport international du roi Fahd                   |
| Jeddah                               | La Mecque                | OEJN                     | JED                      | Aéroport international King Abdulaziz                |
| Riyad                                | Riyad                    | OERK                     | RUH                      | Aéroport international du roi Khaled                 |
| Médine                               | Médine                   | OEMA                     | MED                      | Aéroport international Prince Mohammad Bin Abdulaziz |
| Aéroports régionaux                  |                          |                          |                          |                                                      |
| Abha                                 | 'Asir                    | OEAB                     | AHB                      | Aéroport régional d'Abha                             |
| Buraydah                             | Al Qasim                 | OEGS                     | ELQ                      | Aéroport régional de Qassim                          |
| Jizan (Gizan)                        | Jizan                    | OEGN                     | GIZ                      | Aéroport régional de Jizan                           |
| Haïl                                 | Ha'il                    | OEHL                     | HAS                      | Aéroport régional d'Ha'il                            |
| Tabuk                                | Tabuk                    | OETB                     | TUU                      | Aéroport régional de Tabuk                           |
| Taëf                                 | La Mecque                | OETF                     | TIF                      | Aéroport régional de Ta'if                           |
| Aéroports domestiques                |                          |                          |                          |                                                      |
| Al Bahah (Al-Baha)                   | Al Bahah                 | OEBA                     | ABT                      | Aéroport d'Al Bahah                                  |
| Al-Hofuf, Al-Hasa                    | Ach-Charqiya             | OEAH                     | HOF                      | Aéroport d'Al-Ahsa                                   |
| El-Giof                              | Al Jawf                  | OESK                     | AJF                      | Aéroport d'Al-Jawf                                   |
| Al Wajh                              | Tabuk                    | OEWJ                     | EJH                      | Aéroport d'Al Wajh                                   |
| Arar                                 | Al-Hudud ach-Chamaliya   | OERR                     | RAE                      | Aéroport d'Arar                                      |
| Bisha                                | 'Asir                    | OEBH                     | BHH                      | Aéroport de Bisha                                    |
| Dawadmi                              | Riyad                    | OEDW                     | DWD                      | Prince Salman bin Abdul Aziz Domestic Airport        |
| Gurayat (Qurayyat)                   | Al Jawf                  | OEGT                     | URY                      | Aéroport domestique de Gurayat                       |
| Hafar Al-Batin (KKMC (en))           | Ach-Charqiya             | OEKK                     | HBT                      | Hafar Al-Batin Domestic Airport                      |
| Najran                               | Najran                   | OENG                     | EAM                      | Aéroport domestique de Najran                        |
| Qaysumah, Hafar Al-Batin             | Ach-Charqiya             | OEPA                     | AQI                      | Aéroport de Qaisumah                                 |
| Rafha                                | Al-Hudud ach-Chamaliya   | OERF                     | RAH                      | Aéroport de Rafha                                    |
| Sharurah                             | Najran                   | OESH                     | ESH                      | Aéroport domestique de Sharurah                      |
| Turaif                               | Al-Hudud ach-Chamaliya   | OETR                     | TUI                      | Aéroport domestique de Turaif                        |
| Wadi ad-Dawasir                      | Riyad                    | OEWD                     | EWD                      | Aéroport domestique du Wadi al-Dawasir               |
| Yanbu                                | Médine                   | OEYN                     | YNB                      | Aéroport de Yanbu                                    |
| Aéroports Aramco                     |                          |                          |                          |                                                      |
| Abqaïq                               | Ach-Charqiya             | OEBQ                     |                          | Aéroport d'Abqaïq                                    |
| Abu Ali, Jubail                      | Ach-Charqiya             | OEAA                     |                          | Aéroport d'Abu Ali                                   |
| Haradh                               | Ach-Charqiya             | OEHR                     |                          | Aéroport d'Haradh                                    |
| Jubail                               | Ach-Charqiya             | OEJB                     |                          | Aéroport de Jubail                                   |
| Khafji                               | Ach-Charqiya             | OE45                     |                          | Aéroport de Khafji                                   |
| Ras Al-Mishab, As Saffaniyah, Khafji | Ach-Charqiya             | OERM                     |                          | Aéroport de Ras Al-Mishab                            |
| Ras Tanura                           | Ach-Charqiya             | OERT                     |                          | Aéroport de Ras Tanura                               |
| Shaybah                              | Ach-Charqiya             | OESB                     |                          | Aéroport de Shaybah                                  |
| Tanajib, entre Jubail et Khafji      | Ach-Charqiya             | OETN                     |                          | Aéroport de Tanajib                                  |
| Udhayliyah                           | Ach-Charqiya             | OEUD                     |                          | Aéroport d'Udhailiya                                 |